# 키사키 에리
키사키 에리(일본어: 妃 英理, きさき えり)는 아오야마 고쇼의 만화 《명탐정 코난》에 등장하는 인물이다.
그리고 결혼 뒤, 즉 현재 본명은 모리 에리(毛利 英理)이다.

## 인물
모리 란의 어머니이며, 남편인 모리 코고로와 별거 상태에 있다.  키사키 법률 사무소(妃法律事務所)를 운영하고 있으며 법정에서 무패 기록을 갱신하고 있는 변호사로 법조계의 여왕이라는 별명이 있다.  생일은 10월 10일이며, 연령은 37세이다.  테이탄 고교 출신이며, 자가용은 미니 쿠퍼이다.
고등학교 1학년 때, 도토대학(東都大学, 도쿄 대학을 모델로 한 가상의 학교)의 입학 시험을 만점으로 통과하여 하버드 대학교 진학을 추천받는 등의 에피소드가 있으며, 머리가 좋고 추리력도 뛰어나 코난의 도움으로 사건을 해결하기도 한다.  운동신경도 있어서, 코고로에게서 유도 및 스모의 기술 일부를 배웠다.  결혼 반지를 끼고 있지만, 자신은 “음흉한 남자의 접근을 차단하기 위해서”라고 말한다. 또 란에게는 “소꿉 친구와 탐정을 조심하라”라고 말한다.
사건을 해결하려고 할 때 코난을 구박하지 않으며 대등하게 협력하고 있다. 생각을 정리할 때는 음악을 듣는 버릇이 있다.
코고로와는 소꿉 친구로 대학생 때 결혼하였으나 7년후에 별거한다. 별거하기 전에는 남편이 출근할 때 넥타이를 고쳐 주는 만큼 부부사이는 원만했던 것으로 추정된다. 현재는 결혼하기 전의 성(姓)인 키사키를 쓰지만, 아직 이혼한 상태가 아니기 때문에 호적상의 이름으로는 모리 에리이다.
가끔 코고로와 만나서 서로 싸우기도 하지만, 코고로에게 도움받을 일이 있거나 도와줄 일이 있을 경우에는 다른 일이 있어도 그것을 우선시하려고 한다.  또한 극장판 눈동자 속의 암살자에서 란이 기억상실증에 걸렸을 때 코고로와 함께 란을 돌보는 등 가족을 소중히 하는 모습을 보이기도 한다. 덧붙인다면 뜨개질에 자신있으나 요리는 서툴다.
미인에다가 머리도 좋기 때문에 경쟁자도 많은데 고등학생이었을 때는 쿠도 유키코와 미인대회에서 대결을 펼쳤으며, 대회가 끝난 뒤 20년 후 모리 코고로가 차마 제출하지 않은 마지막 1표를 에리에게 찍었다고 말해 사실상 에리의 승리가 되었다. 변호사가 된 이후에는 미인 검사인 쿠죠 레이코와 여러번 법정 대결을 펼쳐 모두 승리한 적도 있다. 참고로 남편과는 잘 지내려고 하지만 실패하는 편이다.(그래도 진전은 있음.)

## 보충
- 이름은 엘러리 퀸(Ellery Queen)[8]에서 파생되었다.
- 민법과 형법은 암송할 수 있다.
- 애완 고양이가 있는데, 이 고양이가 병에 걸리면 눈물을 쏟을 정도로 고양이에게 강한 애착을 보인다. 이름은 "고로(ゴロ)"이다.  “코고로”에서 나온 것이라고 생각할 수 있지만, 실제로는 알 수 없다.[9]
- 극장판 은빛 날개의 마술사에서는 코난의 탐정역을 했던 적이 있다.
- 본 이야기 도중 수의사와 상담을 하다가 바람을 피운다고 딸인 란에게 오해를 받은 적이 있다.

## 성우진 및 드라마 배역
일본어판은 타카시마 가라(高島雅羅)가 더빙을 하고 있다. 한국어 더빙판의 경우 초반에는 임미진이 더빙을 맡았으며 나중에 한채언으로 교체되어 현재까지 더빙을 맡고 있다. 영어 더빙판은 줄리 메이필드(Julie Mayfield)가 더빙을 하였다.
드라마 스폐셜(2011년)에서는 오오츠카 네네(大塚寧々)가 키사키 에리 역을 맡았다.

## 각 언어판별 이름
한국어 더빙판에서는 노애리라는 이름으로 나오며, 해외판에서는  에바 카단(Eva Kadan)이라는 이름으로 나온다.